# Studios de Joinville

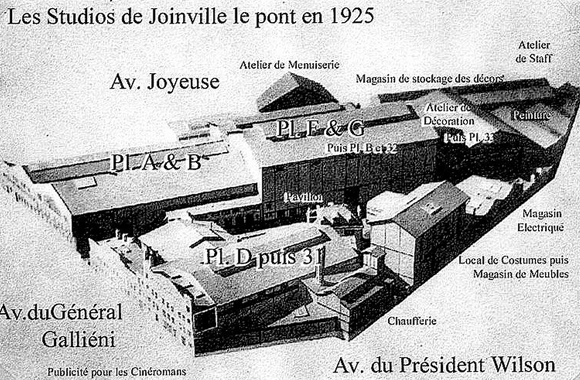
Les studios de Joinville le Pont en 1925.

Les studios de Joinville étaient des studios de tournage de cinéma et de télévision situés au 20 avenue du Général-Gallieni à Joinville-le-Pont (Val-de-Marne), en activité de 1910 à 1987. Ils étaient disposés sur un terrain de 16 500 m2 entre l'avenue du Général-Gallieni, l'avenue Joyeuse et l'avenue du Président-Wilson.
Entre 1910 et 1970, les films réalisés aux studios de Joinville sont les plus représentatifs du cinéma français, atteignant jusqu'à 40 % de la production nationale.

## Historique
Les premiers studios sont construits en 1908 ou 1910 pour Charles Pathé et Léon Gaumont par les frères Levinsky, loueurs de meubles. Il ne s'agissait à l'époque que d'une baraque, encore en lumières naturelles. Elle sera ensuite le premier studio électrifié, jusqu'en 1921.
À cette date, la société Pathé construit plusieurs studios non loin de son site industriel de pellicules photographiques de Joinville-le-Pont, et des Studios de Saint-Maurice à Saint-Maurice.
Le 23 juillet 1919, la société Pathé dépose ses statuts de Société anonyme au capital de 275 000 francs et dénommée « Cinéma Studio de Joinville ».
En 1930, Chiqué de Pierre Colombier est le tout premier film parlant réalisé en France.
Les années 1930 sont marquées par le tournage des Misérables de Raymond Bernard, et par la personnalité de Marcel Carné qui illustre le mouvement du réalisme poétique (Quai des brumes, 1938). Joinville est également le lieu de tournage des Enfants du paradis de Marcel Carné toujours (1945), et de French Cancan de Jean Renoir (1955).
À partir de 1947, les studios font partie de l'ensemble Franstudio.
Le dernier exploitant en a été la Société française de production (SFP, issue de l'ORTF). La SFP a transféré l'ensemble de l'activité à Bry-sur-Marne en 1987.
En 1991, les bâtiments des studios sont démolis, et un ensemble immobilier résidentiel est construit sur le site. Le site industriel Pathé de Joinville-le-Pont abrite quant à lui toujours des activités liées à la création audiovisuelle, avec la « Cité du cinéma ».

## Films notables tournés aux studios de Joinville
- 1925 : Visages d'enfants de Jacques Feyder
- 1928 : L'Argent de Marcel L'Herbier
- 1931 Marius de Marcel Pagnol, le bar de la marine est en décor aux studios de Joinville et autres intérieurs.
- 1932 Fanny de Marcel Pagnol, le bar de la marine est en décor aux studios de Joinville et autres intérieurs.
- 1932 : L'affaire est dans le sac de Pierre et Jacques Prévert
- 1936 César de Marcel Pagnol, le bar de la marine est en décor aux studios de Joinville et autres intérieurs.
- 1936 : La Belle Équipe de Julien Duvivier
- 1936 : Mayerling d'Anatole Litvak
- 1937 : Drôle de drame de Marcel Carné
- 1938 : Le Quai des brumes de Marcel Carné
- 1938 : La Bête humaine de Jean Renoir
- 1938 : Mollenard de Robert Siodmak
- 1939 : La Règle du jeu de Jean Renoir
- 1945 : Les Enfants du paradis de Marcel Carné
- 1945 : Seul dans la nuit de Christian Stengel
- 1952 : Nez de cuir d'Yves Allegret
- 1955 : French Cancan de Jean Renoir
- 1956 : Elena et les Hommes de Jean Renoir

## Descriptif des différents plateaux
| Plateau  | Surface | Longueur | Largeur | Hauteur | Piscine |
| Studio A | 264 m²  | 22m      | 12m     | 7m      |         |
| Studio B | 810 m²  | 45m      | 18m     | 10,50m  | 6x4m    |
| Studio C | 96 m²   | 12m      | 8m      | 6m      |         |
| Studio D | 612 m²  | 35m      | 17,5m   | 13m     |         |
| Studio E | 504 m²  | 36m      | 14m     | 9m      | 12x8m   |
| Studio F | 825 m²  | 33m      | 25m     | 14m     |         |
| Studio G | 400 m²  | 25m      | 16m     | 14m     |         |
| -------- | ------- | -------- | ------- | ------- | ------- |